# ニクラス・ベルクロート
ニクラス・ベルクロート（Nicklas Bärkroth、1992年1月19日 - ）は、スウェーデン・ヨーテボリ出身のサッカー選手。ユールゴーデンIF所属。ポジションはフォワード（セカンドトップ、右ウイング）。

## 経歴
1998年からバルトルプスIFユースに所属。2007年にIFKヨーテボリに移籍すると、2007年9月2日にIFブロマポイカルナ戦でデビューを果たした。15歳と7ヶ月14日のデビューはアルスヴェンスカンでの最年少記録となった。
2008年7月23日、UEFAチャンピオンズリーグ 2008-09のSSムラタ戦で2ゴールあげる活躍をした。UEFA主催の大会ではニイ・ランプティに続く2番目の若さでの得点を記録した。

## 所属クラブ
- 2007-2013  IFKヨーテボリ

2011 → IFブロマポイカルナ (Loan)
2012 → UDレイリア (Loan)
- 2013-2014  IFブロマポイカルナ
- 2015-2017  IFKノルシェーピン
- 2017-2018  レフ・ポズナン
- 2018-  ユールゴーデンIF